# Thomas Duff
Thomas John Duff (Newry, 1792 – Newry, 1848) è stato un architetto irlandese, impegnato principalmente nella costruzione di chiese e cattedrali Cattoliche nel nordest dell'Irlanda.

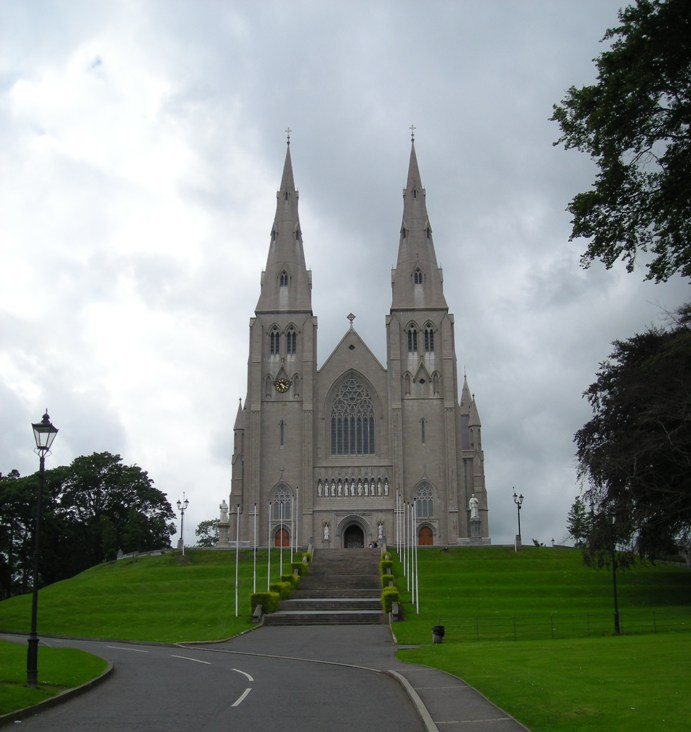
Cattedrale di St. Patrick, Armagh

L'opera di Duff, sviluppatasi nella prima metà dell'Ottocento, include tre chiese dedicate a San Patrizio: la Procattedrale di San Patrizio a Dundalk (riproduzione della King's College Chapel, Cambridge); la Cattedrale si San Patrizio e San Colman a Newry e la Cattedrale di San Patrizio ad Armagh. Duff progettò inoltre la scuola di San Patrizio a Belfast, la prima National School della città e probabilmente l'ultimo edificio riconducibile al Gothic Revival in Belfast.

## Cattedrale di St. Patrick and St. Colman, Newry
La cattedrale di Newry venne eretta tra il 1823 ed il 1829: fu la prima chiesa cattolica costruita in seguito all'Emancipazione Cattolica. Così la cattedrale veniva descritta da una guida contemporanea: "Questo edificio può essere annoverato tra i migliori edifici pubblici di Irlanda, ed è un ulteriore duraturo monumento al genio di Mr. Duff, che ha decorato il nord del regno con l'evidenza della propria abilità ed al buonsenso usato dai suoi compatrioti nell'impiegare un artista locale."

## Cattedrale di St. Patrick, Armagh
La costruzione di St. Patrick in Armagh ebbe inizio nel 1840, ma venne presto interrotta a causa della gravissimacarestia del 1845-1849. Duff stesso morì prima che riprendessero i lavori nel 1854 ed il progetto venne completato da J.J. McCarthy, che decise per l'utilizzo di un gotico decorato differente dal gotico del XVI secolo previsto da Duff. Questo portò al fatto - spesso tra l'altro riscontrabile proprio nelle chiese gotiche della prima maniera - che la cattedrale venne in realtà costruita secondo un certo stile fino alle navate laterali e poi secondo uno stile differente oltre questa quota.

## Procattedrale di St. Patrick's, Dundalk
Così come avvenne per la cattedrale di Armagh, anche la Procattedrale di Dundalk era ancora in fase di costruzione quando DUff morì: anche in questo caso l'opera venne completata dal McCarthy.